# Debelo Brdo I
Debelo Brdo I – wieś w Chorwacji, w żupanii licko-seńskiej, w mieście Gospić. W 2011 roku liczyła 61 mieszkańców.